# Akropolismuseum

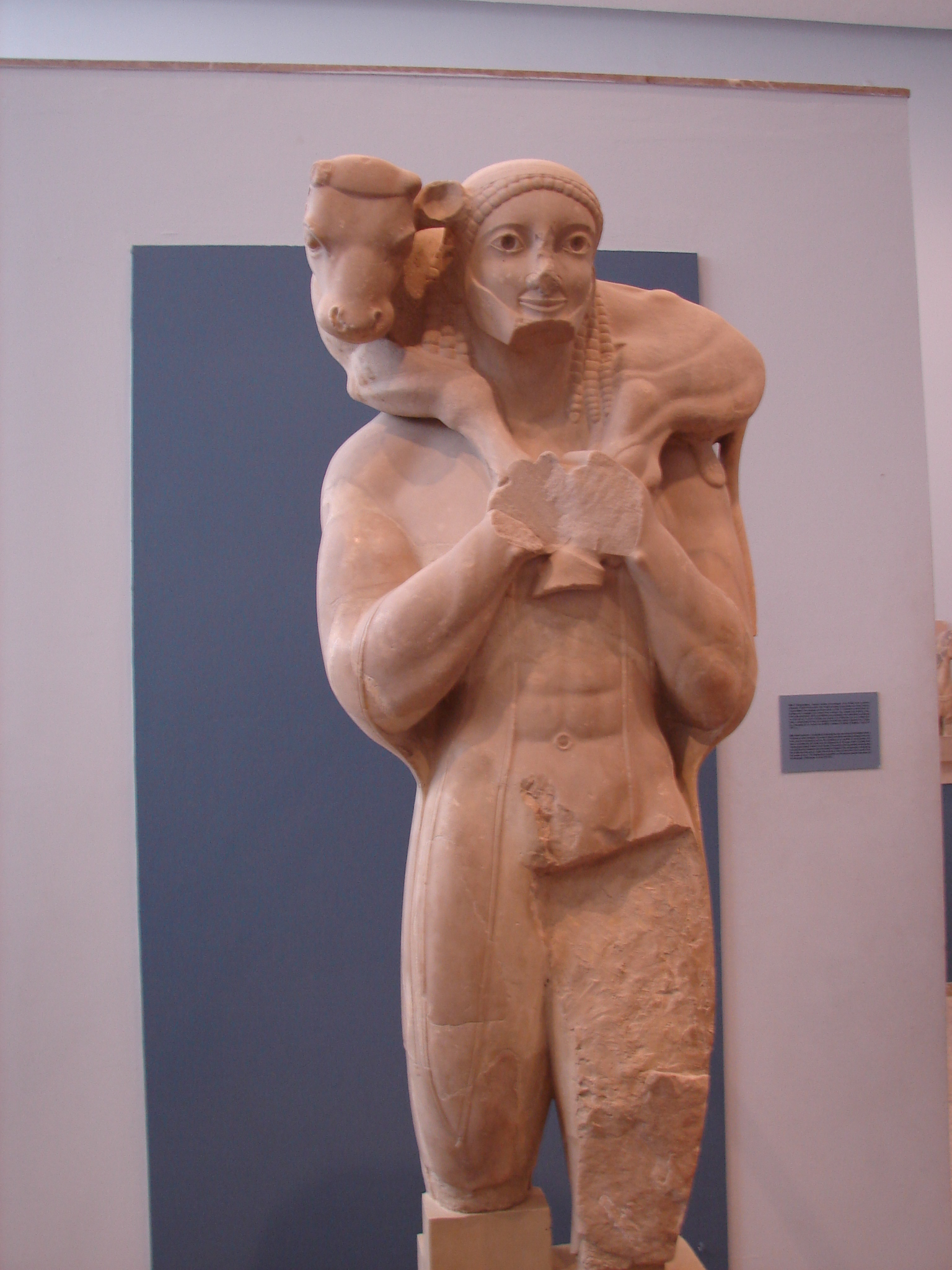
Moschophoros (Kalfsdrager), ca. 560 v.Chr.

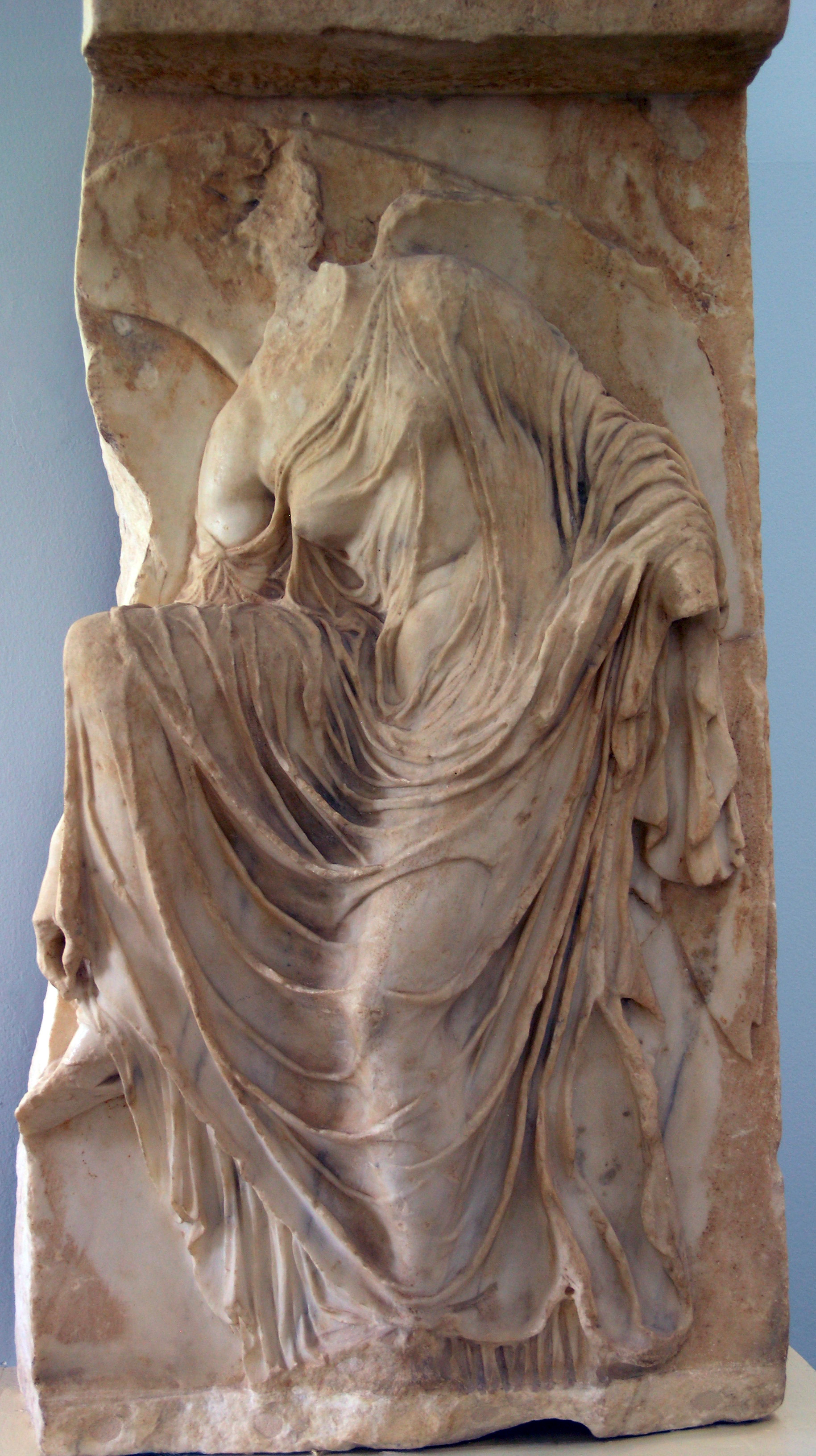
De godin Nikè doet haar sandaal aan. Reliëf van de borstwering van de Nikè-tempel

Het Akropolismuseum (Grieks: Μουσείο Ακρόπολης, Mouseio Akropolis) is het museum in Athene waar de archeologische vondsten van de Akropolis en zijn hellingen worden tentoongesteld. Nadat het oude Akropolismuseum in juni 2007 werd gesloten, ging het nieuwe Akropolismuseum op 20 juni 2009 open. Dit museum ligt aan de voet van de Akropolis aan de Dionysiou Areopagitoustraat in Athene.

## Collectie
De collectie omvat ca. 4.000 voorwerpen, vooral beeldhouwkunst, architectuurfragmenten en haut-reliëfs. Alleen de op de Akropolis gevonden vazen en bronzen voorwerpen worden niet in het Akropolismuseum tentoongesteld, maar in het Nationaal Archeologisch Museum. De collectie is chronologisch opgezet en bestaat uit vijf afdelingen. De middelste hiervan, met de Parthenonsculpturen, vormt letterlijk het hoogtepunt: de bezoeker volgt een route die hem via twee verdiepingen door de twee oudste collecties omhoog voert tot hij bij de derde afdeling komt. Daarna daalt hij weer af naar de twee lager gelegen verdiepingen met de overige twee afdelingen.

### Vondsten van de hellingen van de Akropolis
Hier zijn beelden en beeldjes, reliëfs, inscripties en vazen te zien uit de tempel van Dionysos, het Asklepieion en de vele andere heiligdommen en heilige plaatsen die zich op de hellingen van de Akropolis bevonden. Een bijzondere collectie vormen de badvazen (loutrophoroi) uit het heiligdom van Nymphe, waar pasgetrouwde Atheense vrouwen deze vazen die ze voor het huwelijksbad gebruikten, wijdden. Hier zijn ook vondsten te zien uit de huizen aan de voet van de Akropolis, die dateren van de prehistorische periode tot de late oudheid.

### Werken uit dearchaïsche periode
De voorwerpen in deze afdeling komen voor het grootste deel uit het zogenaamde Perzenpuin. Dit zijn de architectuurfragmenten en de beeldhouwwerken die de Atheners na de verwoesting van de Akropolis door de Perzen in 480 v.Chr. gebruikten om de Akropolis te egaliseren voor de aanleg van nieuwe gebouwen. Hiertoe behoren onder meer pedimentsculpturen van de Oude Athenatempel, een collectie van kouros- en korèbeelden, het beeld van de Moschophoros (Kalfsdrager), de Rampinruiter en de Kritiosjongen.

### Parthenonsculpturen
De sculpturen van het Parthenon zijn momenteel over verschillende grote musea in Europa verspreid. De helft van de oorspronkelijke beelden bevindt zich in het British Museum in Londen (als onderdeel van de zogenaamde Elgin marbles). Daarnaast bezitten het Louvre, het Vaticaans museum en musea in München en Heidelberg delen ervan.
Een klein gedeelte van de metopen bevindt zich nog in situ (op zijn oorspronkelijke plaats) in het Parthenon en een gedeelte is te bewonderen in het nieuwe Akropolis Museum. Van de pedimentsculpturen zijn daar delen te zien, met name van het westpediment, waar de wedstrijd tussen Athena en Poseidon was afgebeeld. Verder zijn delen van het Parthenonfries te zien. Van de metopen van het Parthenon is er slechts één te zien.
Daarbij mag men niet vergeten dat een omvangrijk deel van de sculpturen geleidelijk verloren ging. Een volledige reconstructie van de versiering van het Parthenon bestaande uit krijgstaferelen en beelden van een processie, zelfs bij teruggave van de Elgin marbles, is bijgevolg niet meer mogelijk.
De Grieken hopen dat de Elgin marbles ooit terugkomen naar Athene; in ieder geval is er in het nieuwe Akropolismuseum ruimte voor gereserveerd.

### De post-Parthenon collectie
Tot deze afdeling behoren met name beeldhouwwerken en delen van de architectuur van de Nikè-tempel, het Erechtheion en de Propyleeën. Hier bevinden zich vijf van de zes originele kariatiden uit de hal van de kariatiden van het Erechtheion (in de hal zelf staan nu kopieën, één origineel staat in Londen). Ook de 13 marmeren platen die tussen 421 en 407 v.Chr. voor de veiligheid als borstwering rondom de Nikè-tempel werden opgesteld, zijn hier te zien. Ze hebben reliëfs die allerlei activiteiten van Nikè laten zien. 

### Werken uit de Romeinse tijd
Hier zijn Romeinse kopieën van Griekse beeldhouwwerken en portretsculpturen te zien.

## Het gebouw
Het oude Akropolismuseum staat op de zuidoosthoek van de Akropolis. Het werd gesticht in 1878 en sloot zijn deuren in juni 2007.
Op 20 juni 2009 is het nieuwe Akropolismuseum opengegaan, waarvan de bouw begonnen is in november 2004. Het oude museum had een tentoonstellingsoppervlakte van 1.450 m², het nieuwe heeft 14.500 m². Het gebouw is ontworpen door architect Bernard Tschumi uit New York in samenwerking met de Griekse architect Michalis Photiadis. Men raamt de totale kostprijs op 130 miljoen euro. Archeoloog professor Dimitrios Pandermanlis begeleidde de bouw en de inrichting van het nieuwe museum.
Het gebouw is 23 meter hoog en bestaat voor een groot deel uit glas, waardoor veel licht binnenvalt. Men krijgt toegang tot het gebouw via een helling die herinnert aan het steile pad waarlangs je toegang krijgt tot de Akropolis. Op de eerste verdieping staan beelden opgesteld uit de zesde eeuw v. Chr., vóór de bouw van het Parthenon, toen de Akropolis al het centrum was van het culturele en religieuze leven in Athene. Op de bovenverdieping waar onder meer de Griekse Parthenonsculpturen staan, is er rondom glas en is er een 360° uitzicht, onder anderen op de Akropolis en het Parthenon. Deze bovenverdieping is 23° gedraaid ten opzichte van de rest van het gebouw om hem recht op de Akropolis te oriënteren. De ontbrekende sculpturen die nu in het buitenland vertoeven, worden geëvoceerd met plaasteren afgietsels. De verloren gegane sculpturen zijn niet meer te reconstrueren.
Onder het gebouw bevinden zich archeologische resten van bouwwerken daterend van de 4e eeuw v.Chr. tot in de 7e eeuw n.Chr., die geconserveerd zijn en zichtbaar door de vloer van de begane grond. De hele constructie rust op 100 smalle betonnen pijlers.

## Achterliggende bedoeling
"Met dit nieuwe museum," aldus de Griekse cultuurminister Antonis Samaras, "willen wij aan de wereld tonen dat Griekenland best zelf voor een geschikt onderkomen kan zorgen voor de door Westerse archeologen geroofde Parthenonsculpturen." Het past ook in een langdurige politiek, destijds vooral in gang gezet door Melina Mercouri, om de beelden terug te krijgen. Niettemin heeft dit niets veranderd aan het Britse standpunt ter zake. De Britten stellen dat de Parthenonsculpturen tot het werelderfgoed behoren. Daarenboven kunnen toeristen van over de hele wereld ze bekijken in het British Museum. Het museum trekt jaarlijks vijf miljoen bezoekers die de topstukken van de Griekse cultuur kunnen vergelijken met meesterwerken uit de hele wereld.